# リ・ハナ
リ ハナ（り はな、2001年7月26日 - ）は、大韓民国出身の女子プロゴルファー。
5歳からゴルフを始める。2021年プロテストを受けて合格。新世紀世代の1人。
マネジメント事務所は、CMGスポーツマーケティング。

## TP単年登録時代
2019年のプロテスト不合格となったが、特別規定でQTを受ける事が出来た。
2020-21シーズン JLPGAステップ・アップ・ツアー賞金ランキング第1位。
延期となっていた2020年度JLPGAプロテストの最終が2021年6月22～25日に行われ7位で合格した。ステップ・アップ・ツアーの賞金ランキング1位を独走しこれまで単年登録だったが晴れて正会員となった。またステップアップツアー賞金女王になった事で、翌年前半戦の出場権(準シード権)を獲得した。

## プロ戦績
2022シーズンでは、Top10入り4回と健闘したが優勝には手が届かなかった。自身最終戦「大王製紙エリエールレディスオープン」で4位タイとなりメルセデスランキングを前週64位から54位まで一気に上げ51位〜55位までの選手に与えられる翌年度前半戦の出場権を獲得した。
2023年「樋口久子 レディス」で最終日5打差の8位タイでスタートし67をマーク、仁井優花、山下美夢有と9アンダーで並び、プレーオフ1ホール目にバーディーを取り山下、仁井がパーでレギュラーツアー初優勝を飾った。
2024年4月19日、D&Dホールディングスとスポンサー契約を結んだ。8月1日、CMGスポーツマーケティング株式会社とマネジメント契約を締結し、9月30日に飯田通商株式会社とスポンサー契約を締結した。

## トーナメント優勝

### ツアー優勝

#### JLPGAツアー（1）
| No. | Date           | Tournament                                  | スコア             | 2位との差  | 2位（タイ）         |
| --- | -------------- | ------------------------------------------- | ------------------ | ---------- | ------------------- |
| 1   | 2023年10月29日 | 樋口久子 三菱電機レディスゴルフトーナメント | −9（71-69-67=207） | プレーオフ | 仁井優花 山下美夢有 |

#### ステップアップツアー
| No. | 年月日         | 大会名                          | スコア     | 2位との差  | 2位（タイ）       |
| --- | -------------- | ------------------------------- | ---------- | ---------- | ----------------- |
| 1   | 2020年9月20日  | ユピテル・静岡新聞SBSレディース | 5アンダー  | プレーオフ | 林菜乃子 原江里菜 |
| 2   | 2020年11月12日 | フンドーキンレディース          | 13アンダー | 1打        | 植竹希望          |
| 3   | 2021年5月28日  | ECCレディスゴルフトーナメント   | 5アンダー  | 1打        | 小橋絵利子        |